# 女児紅
女児紅（じょじこう）は、中華人民共和国浙江省の習慣。女児が誕生した際に仕込んだ紹興酒をその子が嫁ぐまで寝かし、結婚の際に嫁ぎ先に持参するというものである。

## 商品名
中華人民共和国で製造される紹興酒の銘柄にも採用されている。糯米と麦麹を原料とし、アルコール度数は15 - 17度。通常の飲用以外に、料理酒としても優れている。